# Новгород-Сіверська центральна районна бібліотека
Новгород-Сіверська центральна районна бібліотека — публічна бібліотека в місті Новгород-Сіверський Чернігівської області (Україна); інформаційний, культурний, дозвіллєвий центр Новгород-Сіверського району. Заснована 1979 року.

## Структура
Основні послуги надають: 
- відділ комплектування та обробки документів,
- відділ обслуговування, до складу якого входять: читальний зал, абонемент, відділ методичної та інформаційно-бібліографічної роботи.
- відділ використання единого фонду.

Щорічно бібліотека приймає близько 2.8 тис. відвідувачів.

## Послуги
До послуг користувачів: 
- книжковий фонд різних за тематикою і жанрами видань;
- великий довідково-бібліографічний апарат (система каталогів і картотек, довідкова і навчальна література та ін. джерела інформації);
- консультаційно-інформаційний центр (кваліфікований підбір матеріалів, оперативне інформування, пошук потрібної інформації, бібліографічні консультації);
- доступ до світових інформаційних ресурсів через мережу Інтернет.

## Клуби, об'єднання, центри
При бібліотеці працюють: 
- Центр правової інформації,
- клуб "здоров'я на крилах бджоли",
- клуб шанувальників сучасної української літератури «Слово».

## Видавнича діяльність
Центральна бібліотека видає бібліографічні покажчики, методичні рекомендації, методико-бібліографічні матеріали, краєзнавчі матеріали, тематичні буклети тощо.